# Dinu Adameșteanu
Dinu Adameșteanu (n. 25 martie 1913, Toporu, România – d. 2 ianuarie 2004, Policoro, Basilicata, Italia) a fost un arheolog italian, originar din România, profesor la Universitatea din Lecce (Italia) și director al Școlii de specializare în Arheologie Clasică și Medievală la aceași universitate. 
Dinu era al șaselea băiat născut în familia preotului paroh Ion Adameșteanu, descendent, în linie paternă, al unei tradiții de slujire a Bisericii care urcă până la sfârșitul secolului al XVIII-lea.
Fratele său, medicul veterinar Ion Adameșteanu, a fost unul din fondatorii școlii românești de patologie medicală veterinară.

## Educație
A absolvit școala primară în comuna Toporu, apoi Seminarul Central și Colegiul Național „Sf. Sava” din București, apoi Facultatea de Litere a Universității din București între 1933-1938.
În 1939 a plecat la Roma, ca bursier al Școlii Române de acolo, înființată de Vasile Pârvan, și până în 1942 a studiat arheologia și istoria antică. Ca bursier și apoi ca bibliotecar al Școlii Române de la Roma (1939-1947), se inserează în viața științifică a capitalei italiene, obținând, la Universitatea din Roma, o a doua licență, sub conducerea lui Gaetano de Sanctis (Izvoare geografice ale Daciei, 1945). Datorită lui, în timpul războiului, biblioteca de specialitate a Accademiei di Romania a rămas deschisă cercetătorilor din Roma (au frecventat-o, atunci, personalități ilustre, ca Giovanni Forni, Santo Mazzarino, M.J. Vermasseren), în timp ce bibliotecile prestigioaselor institute similare ale Germaniei, Marii Britanii, SUA, Belgiei și Olandei fuseseră închise sau evacuate.
În 1945 a absolvit Facultatea de Litere a Universității din Roma, cu teza de licență despre Izvoare antice referitoare la Dacia.

## Activitate
A debutat ca cercetător pe teren în anii 1936-1937, lucrând împreună cu profesorul Scarlat Lambrino la săpăturile de la Histria în Dobrogea. Aici a luat contact cu metoda fotografiei aeriene și și-a dat seama de avantajele acesteia pentru arheologie. De tânăr, în 1939, a devenit membru al Școlii Române din Roma (Accademia di Romania), iar în 1943 a fost numit bibliotecarul acestei școli. La sfârșitul anului 1949 a fost invitat să participe la săpăturile din Sicilia, lucrând pe șantierele arheologice din Siracusa și Lentini. Din 1951 și până în 1961 a condus săpăturile de la Gela, mai ales cele de pe teritoriul antic al cetății, lucrând împreună cu arheologul Piero Orlandini. Cu acest prilej a reluat tema tratata de Vasile Pârvan în „Getica”, și anume relațiile dintre coloniștii greci și populațiile indigene.
Datorită rezultatelor obținute în Sicilia cu ajutorul fotografiei aeriene, a fost chemat în 1961 la Roma de către Ministerul Educației Naționale al Italiei pentru a fonda noul institut denumit „Aerofoteca”, pe care l-a condus până în 1964. În acest institut, unic în felul lui în Europa și America, au fost adunate fotografiile aeriene din timpul celui de-al doilea război mondial, realizate de forțele aeriene ale Italiei, Marii Britanii, Germaniei și Statelor Unite privind teritoriul Italiei, o foarte bogată sursă pentru reconstituirea topografiei antice. Rezultatele cercetărilor din Sicilia au fost publicate împreună cu Orlandini în trei volume dedicate cetății Gela și teritoriului antic al coloniei în Notizie degli Scavi Monumenti Antichi ale Academiei Naționale dei Lincei și în alte reviste: Revue Archeologique, Archeologia Classica, Bollettino d'Arte.
În 1964, Adameșteanu a fost chemat să fondeze și să conducă „Soprintendenza alle Antichità della Basilicata” (antica Lucania), cu reședința la Potenza, cu scopul efectuării de cercetări asupra vechilor cetăți ca Metaponto și Siris-Polieion. Rezultatele obținute au contribuit la deschiderea de noi orizonturi în dezbaterile arheologilor și istoricilor lumii elene, onorate cu Premiul de Arheologie al Academiei Italiene (1973), Medallile de aur Sybaris, Premiul special al Președintelui Republicii Italiene etc. În ceea ce privește zona arheologică de pe coasta Mării Ionice, unde Adameșteanu a efectuat studii împreună cu o echipă internațională de cercetători, rezultatele au fost publicate în volumul „La Basilicata Antica”.

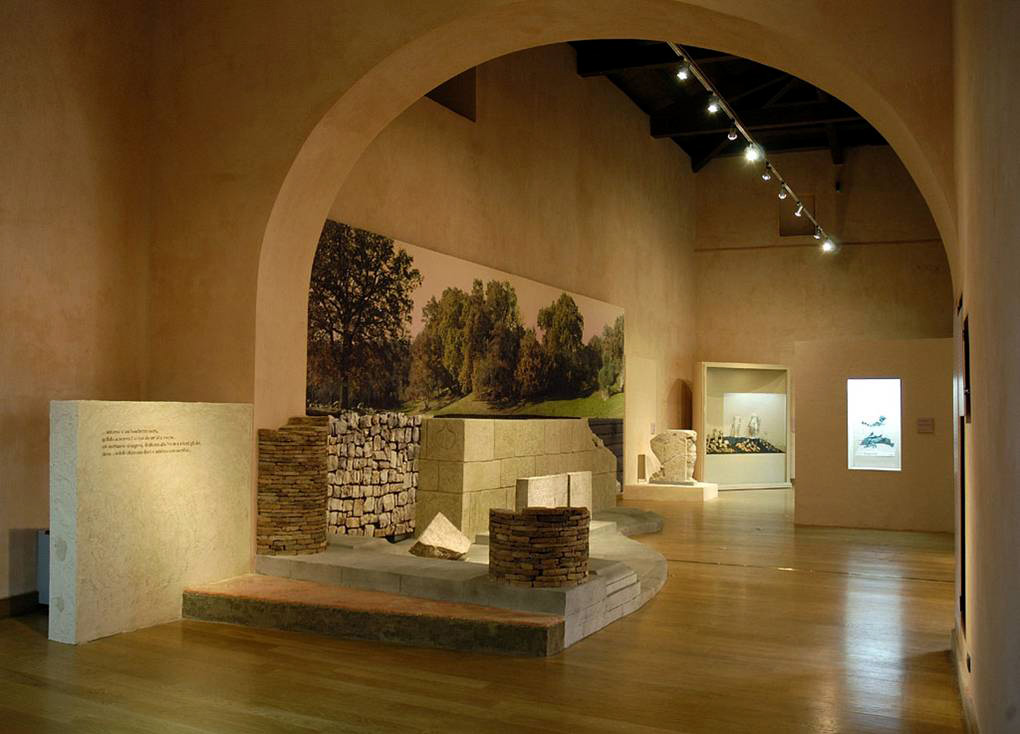
Una din camerele cu exponate ale Muzeului "Dinu Adameșteanu" din Potenza

O preocupare majoră a lui Dinu Adameșteanu a constituit-o păstrarea și amenajarea de muzee în zonele în care el și-a desfășurat activitatea. Astfel, la Metaponto, a modificat Antiquarium-ul și a pus bazele unui nou muzeu, la Policoro a înființat un muzeu național, devenit prototip de instituție muzeală arheologică, a creat Muzeul Național de la Melfi în castelul Norman.
Dinu Adameșteanu a fost membru al unui mare număr de instituții științifice: „Socio della Romana Pontificia”, „Accademia di Archeologia Italiana”, „Deutsches Institut für Archeologie”, „Honorable Fellow of the British Society of Researches”, membru de onoare al Academiei Române (din 1992) etc. 
La 21 ianuarie 2004 Dinu Adameșteanu s-a stins din viață la 91 de ani, în casa sa din Policoro. La 20 mai 2005 a fost inaugurat Muzeul Arheologic Național „Dinu Adamesteanu” al provinciei Basilicata în palatul Loffredo din Potenza.

### Lucrări
- La fotografia aerea et la vie di Magna Graecia (1963)
- Metaponto (Napoli, 1973)
- La Basilicata antica. Storia e monumenti (Di Mauro, 1974), lucrare publicată și în românește, în vol. Civilizații antice din Italia Meridională, prefață de Emil Condurachi (1983)[9]

## Fapt divers
Arheologul a fost unchiul prozatoarei Gabriela Adameșteanu, cea care a inserat pagini din jurnalul său interbelic în romanul Dimineața pierdută.

## Distincții
În 1975 i s-a acordat Premiul Feltrinelli pentru arheologie al Accademia Nazionale dei Lincei.
A primit Medalia de aur cu Diplomă Clasa I, din partea Ministerului Bunurilor Culturale și Ambientale, în 1982 și Premiul „Una vita per la Lucania” al regiunii Basilicata în 1986.
A fost decorat cu ordinul francez „Palmes Académiques”, distins cu Diploma de Onoare a Academiei Româno-Americane de Arte și Științe pe anul 1986.
A fost Doctor Honoris Causa al Universităților din Bucuresti și Cluj-Napoca.
A fost distins cu Ordinul național Steaua României în grad de Mare Ofițer (2003) „pentru deosebitele contribuții științifice la studierea limbii, civilizației și istoriei românești, pentru răspândirea acestor cunoștințe în Republica Italiană și pentru promovarea legăturilor tradiționale de prietenie dintre cele două națiuni”.
În 2005 Muzeul Național de Arheologie al Basilicatei (Potenza) a primit numele său.